# Tettigonia savignyi
Tettigonia savignyi är en insektsart som först beskrevs av Lucas, H. 1849.  Tettigonia savignyi ingår i släktet Tettigonia och familjen vårtbitare. Inga underarter finns listade i Catalogue of Life.